# Antonino García
Antonino García (Luis Beltrán, Provincia de Río Negro, 18 de enero de 1992) es un piloto argentino de automovilismo.

## Carrera deportiva
Inició su carrera deportiva compitiendo en karting, para luego debutar profesionalmente en monoplazas. A nivel profesional, compitió en las categorías Fórmula Renault Argentina, TC Mouras y TC2000, obteniendo importantes resultados en la primera y la última. Debutó en la FRA en 2008 compitiendo hasta 2011. Tras su etapa en fórmulas, tuvo una pequeña incursión en la divisional TC Mouras de la Asociación Corredores de Turismo Carretera al comando de un Dodge Cherokee, sin resultados de relevancia. En 2012 se produjo su debut en TC2000, donde se estrenó al comando de un Honda New Civic del equipo Pro Rally Team. En 2014, fue fichado por el equipo RAM Racing, con el que compitió en los años siguientes al comando de un Ford Focus III, llegando a alcanzar su pico máximo en el año 2016, en el que se consagró como campeón de dicha divisional, siendo a su vez el primer título profesional de su carrera deportiva. En las siguientes tres temporadas ha seguido participando en el Turismo Nacional consiguiendo cada vez mejores resultados, con dos victorias y varios podios.
Ganó los 200 km de Buenos Aires en 2021 y 2022, junto a Leonel Pernía.

## Resumen de carrera
| Temporada | Categoría                  | Equipo                   | Carreras     | Victorias    | Poles        | VR           | Podios       | Puntos       | Pos.         |
| --------- | -------------------------- | ------------------------ | ------------ | ------------ | ------------ | ------------ | ------------ | ------------ | ------------ |
| 2008      | Fórmula Renault Argentina  | Neuquén Sport            | 12           | 0            | 0            | 0            | 0            | 23           | 16.º         |
| 2009      | Fórmula Renault Argentina  | JLS Motorsport           | 12           | 0            | 0            | 1            | 0            | 43           | 12.º         |
| 2010      | Fórmula Renault Argentina  | JLS Motorsport           | 12           | 0            | 0            | 0            | 0            | 62           | 7.º          |
| 2011      | Fórmula Renault Argentina  | FIV Fórmula              | 9            | 0            | 0            | 0            | 1            | 32           | 13.º         |
| 2012      | TC2000                     | Pro Rally                | 5            | 0            | 1            | 0            | 1            | 30           | 14.º         |
| 2013      | TC Mouras                  | W.Garófalo Motorsport    | 2            | 0            | 0            | 0            | 0            | 54,5         | 33.º         |
| 2014      | Súper TC2000               | RAM Racing               | 1            | 0            | 0            | 0            | 0            | -            | -            |
| 2014      | TC2000                     | RAM Racing               | 12           | 0            | 1            | 2            | 3            | 113          | 9.º          |
| 2015      | TC2000                     | RAM Racing Team Paladini | 21           | 1            | 1            | 2            | 3            | 206          | 3.º          |
| 2016      | TC2000                     | Escudería Fela           | 23           | 1            | 2            | 0            | 3            | 327,5        | 1.º          |
| 2017      | Súper TC2000               | Escudería FE             | 5            | 0            | 0            | 0            | 0            | 12           | 25.º         |
| 2017      | TC2000                     | Ambrogio Racing          | 1            | 0            | 0            | 0            | 0            | -            | -            |
| 2018      | Turismo Nacional - Clase 3 | Torres Competición       | 11           | 1            | 1            | 1            | 1            | 141          | 10.º         |
| 2018      | TC2000                     | Escudería Fela           | 2            | 0            | 0            | 0            | 1            | -            | -            |
| 2019      | Turismo Nacional - Clase 3 | Martos Competición       | 5            | 1            | 1            | 2            | 2            | 116          | 15.º         |
| 2019      | Súper TC2000               | Chevrolet YPF            | 1            | 0            | 0            | 0            | 0            | -            | -            |
| 2020      | Turismo Nacional - Clase 3 | Martos Competición       | 8            | 0            | 0            | 0            | 2            | 109          | 6.º          |
| 2021      | Turismo Nacional - Clase 3 | Martos Competición       | 12           | 0            | 0            | 1            | 2            | 193          | 9.º          |
| 2021      | Súper TC2000               | Renault Castrol Team     | 1            | 1            | 0            | 1            | 1            | -            | -            |
| 2022      | Turismo Nacional - Clase 3 | Martos Competición       | 13           | 1            | 2            | 2            | 3            | 166          | 11.º         |
| 2022      | TC2000                     | Axion Energy Sport       | 1            | 1            | 1            | 1            | 1            | -            | -            |
| 2023      | Turismo Nacional - Clase 3 | Arana Ingenieria Sport   | Disputándose | Disputándose | Disputándose | Disputándose | Disputándose | Disputándose | Disputándose |
| Fuente:   |                            |                          |              |              |              |              |              |              |              |

## Resultados

### TC Mouras
| Temporadas             | Temporadas     | Fechas | Fechas | Fechas | Fechas | Fechas | Fechas | Fechas | Fechas | Fechas | Fechas | Fechas | Fechas | Fechas | Fechas | Posiciones finales  |
| Equipos                | Automóvil      | Fechas | Fechas | Fechas | Fechas | Fechas | Fechas | Fechas | Fechas | Fechas | Fechas | Fechas | Fechas | Fechas | Fechas | Posiciones finales  |
| ---------------------- | -------------- | ------ | ------ | ------ | ------ | ------ | ------ | ------ | ------ | ------ | ------ | ------ | ------ | ------ | ------ | ------------------- |
| 2013                   | 2013           | 01     | 02     | 03     | 04     | 05     | 06     | 07     | 08     | 09     | 10     | 11     | 12     | 13     | 14     | 33.º (54.50 puntos) |
| W. Garófalo Motorsport | Dodge Cherokee |        |        |        | 20     | 20     | NQ     |        | 16     |        |        |        |        |        |        | 33.º (54.50 puntos) |

### TC2000
| Año  | Equipo                   | Auto             | 1    | 2    | 3     | 4     | 5    | 6     | 7     | 8     | 9     | 10     | 11    | 12   | 13    | 14     | 15     | 16     | 17    | 18    | 19  | 20     | 21    | 22     | 23     | Res. | Puntos |
| ---- | ------------------------ | ---------------- | ---- | ---- | ----- | ----- | ---- | ----- | ----- | ----- | ----- | ------ | ----- | ---- | ----- | ------ | ------ | ------ | ----- | ----- | --- | ------ | ----- | ------ | ------ | ---- | ------ |
| 2012 |                          |                  | ROS  | SJU  | GR    | OBE   | RAF  | SMM   | RC    | SFE   | SAL   | PDF    |       |      |       |        |        |        |       |       |     |        |       |        |        | 14.º | 30     |
| 2012 | Pro Rally                | Honda Civic VIII | 11†  | Ret  | Ret   | NL    | 3    | 10†   |       |       |       |        |       |      |       |        |        |        |       |       |     |        |       |        |        | 14.º | 30     |
| 2014 |                          |                  | AG I | LP   | JUN   | MER   | BA I | PAR I | RC    | CON   | BA II | PAR II | AG II | GR   |       |        |        |        |       |       |     |        |       |        |        | 9.º  | 113    |
| 2014 | RAM Racing               | Renault Fluence  | Ret  | Ret  | 3     |       |      |       |       |       |       |        |       |      |       |        |        |        |       |       |     |        |       |        |        | 9.º  | 113    |
| 2014 | RAM Racing               | Ford Focus III   |      |      |       | Ret   | Ret  | 15    | 13    | 4     | Ret   | 3      | 12    | 2    |       |        |        |        |       |       |     |        |       |        |        | 9.º  | 113    |
| 2015 |                          |                  | AG   | AG   | CON   | CON   | BA   | BA    | MER   | JUN   | JUN   | LP I   | LP I  | NDJ  | RAF   | RAF    | LP II  | LP II  | SL    | SL    | RC  | RC     | CDU   | CDU    |        | 3.º  | 206    |
| 2015 | RAM Racing Team Paladini | Ford Focus III   | 1    | 6    | 4     | 8     | Ex.  | 9     | 10    | 11    | 2     | 3      | 5     | 5    | 5     | 5      | 12     | 8      | 4     | 2     | 7   | 4      | NL    | Ret    |        | 3.º  | 206    |
| 2016 |                          |                  | SMM  | SMM  | CON I | CON I | BA I | BA I  | SJO   | SJO   | LP    | LP     | CDU   | CDU  | BA II | BA II  | CON II | CON II | RAF   | RAF   | AG  | RC     | RC    | PAR    | PAR    | 1.º  | 327,5  |
| 2016 | Escudería Fela           | Ford Focus III   | 10   | 8    | 6     | 2     | 5    | 5     | 11    | 6     | 8     | 1      | 6     | 5    | 6     | 4      | 4      | 6      | 4     | 5     | 4   | 8      | 15    | 2      | 5      | 1.º  | 327,5  |
| 2017 |                          |                  | AG I | AG I | BA I  | BA I  | CDU  | CDU   | PAR I | PAR I | RC    | RC     | BA II | SL   | SL    | PAR II | PAR II | AG II  | SMM   | CON   | CON | BA III |       |        |        | -    | -      |
| 2017 | Ambrogio Racing          | Renault Fluence  |      |      |       |       |      |       |       |       |       |        |       |      |       |        |        | Ex.    |       |       |     |        |       |        |        | -    | -      |
| 2018 |                          |                  | AG I | AG I | CDU   | CDU   | CON  | CON   | RC    | RC    | BA    | LP     | LP    | SL I | SL I  | AG II  | SMM    | SMM    | SL II | SL II | ROS | ROS    | PAR   | PAR    |        | -    | -      |
| 2018 | Escudería Fela           | Ford Focus III   |      |      |       |       |      |       |       |       | 14    |        |       |      |       | 3      |        |        |       |       |     |        |       |        |        | -    | -      |
| 2019 |                          |                  | AG   | AG   | OLA   | OLA   | RC I | RC I  | CDU   | CDU   | PAR I | PAR I  | SNI   | SNI  | ROS   | ROS    | BA I   | RC II  | RC II | OBE   | OBE | BA II  | BA II | PAR II | PAR II | -    | -      |
| 2019 | Ambrogio Racing          | Renault Fluence  |      |      |       |       |      |       |       |       |       |        |       |      |       |        | 6      |        |       |       |     |        |       |        |        | -    | -      |

### Súper TC2000
| Año  | Equipo               | Auto               | 1    | 2    | 3     | 4     | 5   | 6   | 7   | 8   | 9      | 10     | 11    | 12  | 13  | 14  | 15    | 16  | 17  | 18  | 19  | 20    | 21    | 22   | Res. | Puntos |
| ---- | -------------------- | ------------------ | ---- | ---- | ----- | ----- | --- | --- | --- | --- | ------ | ------ | ----- | --- | --- | --- | ----- | --- | --- | --- | --- | ----- | ----- | ---- | ---- | ------ |
| 2014 |                      |                    | RAF  | VIE  | AG    | ROS   | TOA | BA  | RES | SFE | SFE    | SJU    | TRH   | COD | PDF |     |       |     |     |     |     |       |       |      | -    | 0      |
| 2014 | RAM Racing           | Ford Focus III     |      |      |       |       |     | 17† |     |     |        |        |       |     |     |     |       |     |     |     |     |       |       |      | -    | 0      |
| 2017 |                      |                    | BA I | PDF  | SMM   | ROS   | ROS | TRH | RAF | OBE | SFE    | SFE    | BA II | SJU | GR  | AG  |       |     |     |     |     |       |       |      | 25.º | 12     |
| 2017 | Escudería FE         | Peugeot 408 I      |      |      |       |       |     | 12  |     | 20  | 15     | 8      | Ret   |     |     |     |       |     |     |     |     |       |       |      | 25.º | 12     |
| 2019 |                      |                    | AG   | GR   | VIL   | ROS   | PAR | SAL | SNI | SJU | SMM    | SMM    | BA    | RC  | CEN |     |       |     |     |     |     |       |       |      | -    | -      |
| 2019 | Chevrolet YPF        | Chevrolet Cruze II |      |      |       |       |     |     |     |     |        |        | 9     |     |     |     |       |     |     |     |     |       |       |      | -    | -      |
| 2021 |                      |                    | BA I | BA I | BA II | BA II | AG  | AG  | SNI | SNI | BA III | BA III | PAR   | PAR | TOA | TOA | BA IV | VIL | VIL | ROS | ROS | AG II | AG II | BA V | -    | -      |
| 2021 | Renault Castrol Team | Renault Fluence    |      |      |       |       |     |     |     |     |        |        |       |     |     |     | 1     |     |     |     |     |       |       |      | -    | -      |

### Turismo Nacional
| Año  | Equipo             | Auto           | 1   | 2   | 3   | 4    | 5   | 6   | 7   | 8   | 9   | 10  | 11  | 12   | Res. | Puntos |
| ---- | ------------------ | -------------- | --- | --- | --- | ---- | --- | --- | --- | --- | --- | --- | --- | ---- | ---- | ------ |
| 2018 |                    |                | PDF | TOA | LPA | NEU  | CUR | POS | TRH | TOA | ROS | RCU | SLU | VIE  | -    | 0      |
| 2018 | Torres Competición | Ford Focus III |     |     |     |      |     | 17† |     |     |     |     |     |      | -    | 0      |
| 2019 |                    |                | VME | TOA | ALB | NEU  | CON | SLU | OBE | TRH | VIE | SJO | ROS | SNI  | -    | 0      |
| 2019 | Martos Competición | Ford Focus III |     |     |     |      |     |     | 7.º | 1.º | 4.º | 3.º | DNF | 10.º | -    | 0      |
| 2020 |                    |                | BAH | VME | LPA | LPA  | LPA | LPA | ALB | ALB |     |     |     |      | 6.º  | 152    |
| 2020 | Martos Competición | Ford Focus III | 7.º | 8.º | 2.º | 18.º | DNF | 3.º | 9.º | 5.º |     |     |     |      | 6.º  | 152    |

## Palmarés
| Título  | Categoría | Automóvil      | Año  |
| ------- | --------- | -------------- | ---- |
| Campeón | TC2000    | Ford Focus III | 2016 |